# Rhaphidophora cravenschoddeana
Rhaphidophora cravenschoddeana är en kallaväxtart som beskrevs av Peter Charles Boyce. Rhaphidophora cravenschoddeana ingår i släktet Rhaphidophora och familjen kallaväxter. Inga underarter finns listade.